# Rachel Brown
Rachel Laura Brown-Finnis (* 2. Juli 1980 in Burnley als Rachel Laura Brown) ist eine ehemalige englische Fußballspielerin. Die Torhüterin spielte zuletzt für den FC Everton und die A-Nationalmannschaft, deren Rekordtorhüterin sie ist.

## Karriere
Nach langer Verletzungspause spielte Brown in der Nationalmannschaft gegen Schweden im letzten Spiel der Euro 2005. Brown ist als Fußballschülerin in den USA gereift, sie hat für Panthers der University of Pittsburgh gespielt, wo sie regelmäßig die beste Torfrau der Eastern Conference war. Ein Höhepunkt ihrer Karriere war die Teilnahme am FA Women’s Cup Finale mit 15 Jahren mit dem FC Liverpool. Brown spielte für die englische Frauennationalmannschaft bei allen Qualifikationsspielen für die Teilnahme an der Weltmeisterschaft 2007. Im April 2007 wurde sie für das Spiel der „FIFA Women’s World Stars“ gegen die Chinesische Fußballnationalmannschaft der Frauen aus Anlass der Gruppen-Auslosung für die WM 2007 nominiert und zur zweiten Halbzeit eingewechselt. 2009 erreichte sie mit England das Finale der Europameisterschaft, in dem sie Deutschland mit 2:6 unterlag. Auch wenn sie 2011 nicht mehr zum Einsatz kam, wurde sie doch für die WM 2011 nominiert, kam dort aber auch nicht zum Einsatz. Brown stand auch im Kader des Team GB das an den Olympischen Spielen in London teilnahm. Sie kam zwar am 19. Juli 2012 im Testspiel gegen Schweden zum Einsatz, aber nicht bei den Olympischen Spielen, wo ihre Mannschaft im Viertelfinale gegen Kanada ausschied.

## Sonstiges
Sie ist mit dem Profigolfspieler Ian Finnis verheiratet.

## Erfolge
- Englische Pokalsiegerin: 2010
- Englische Ligapokalsiegerin: 2008